# Emirates Tower One
El Emirates Tower One (en español Torre de los Emiratos 1), es un rascacielos situado en la ciudad de Dubái, en los Emiratos Árabes Unidos. Mide 355 metros de altura y tiene 54 plantas. En su momento, fue la torre más alta del país, seguida del Burj al-Arab, de 321 metros y construido en 1999, a la cual le quitó el puesto de rascacielos más alto de los Emiratos Árabes Unidos en 2000.

## Enlaces externos

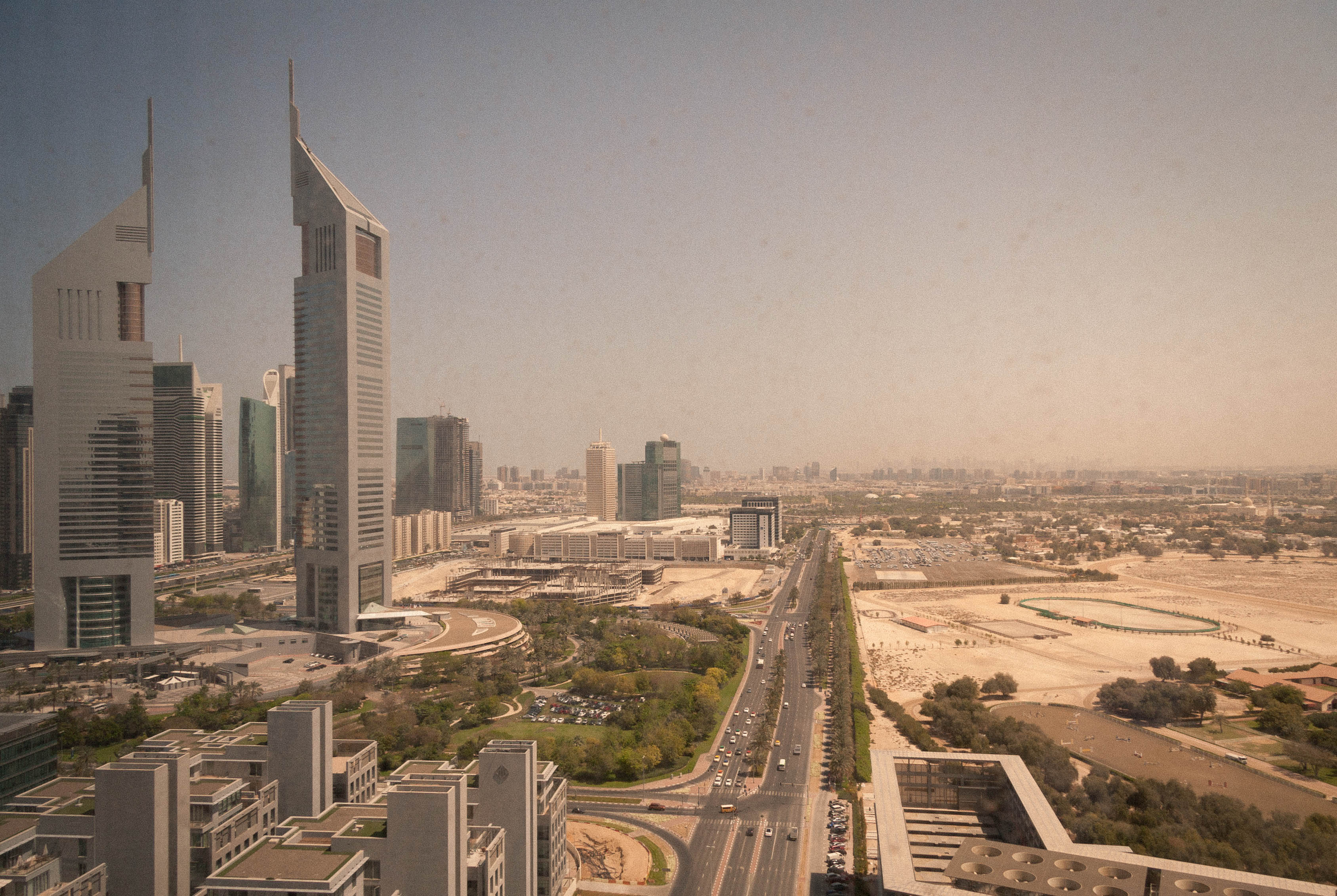
Emirates Tower One es la más alta de las dos Emirates Towers.

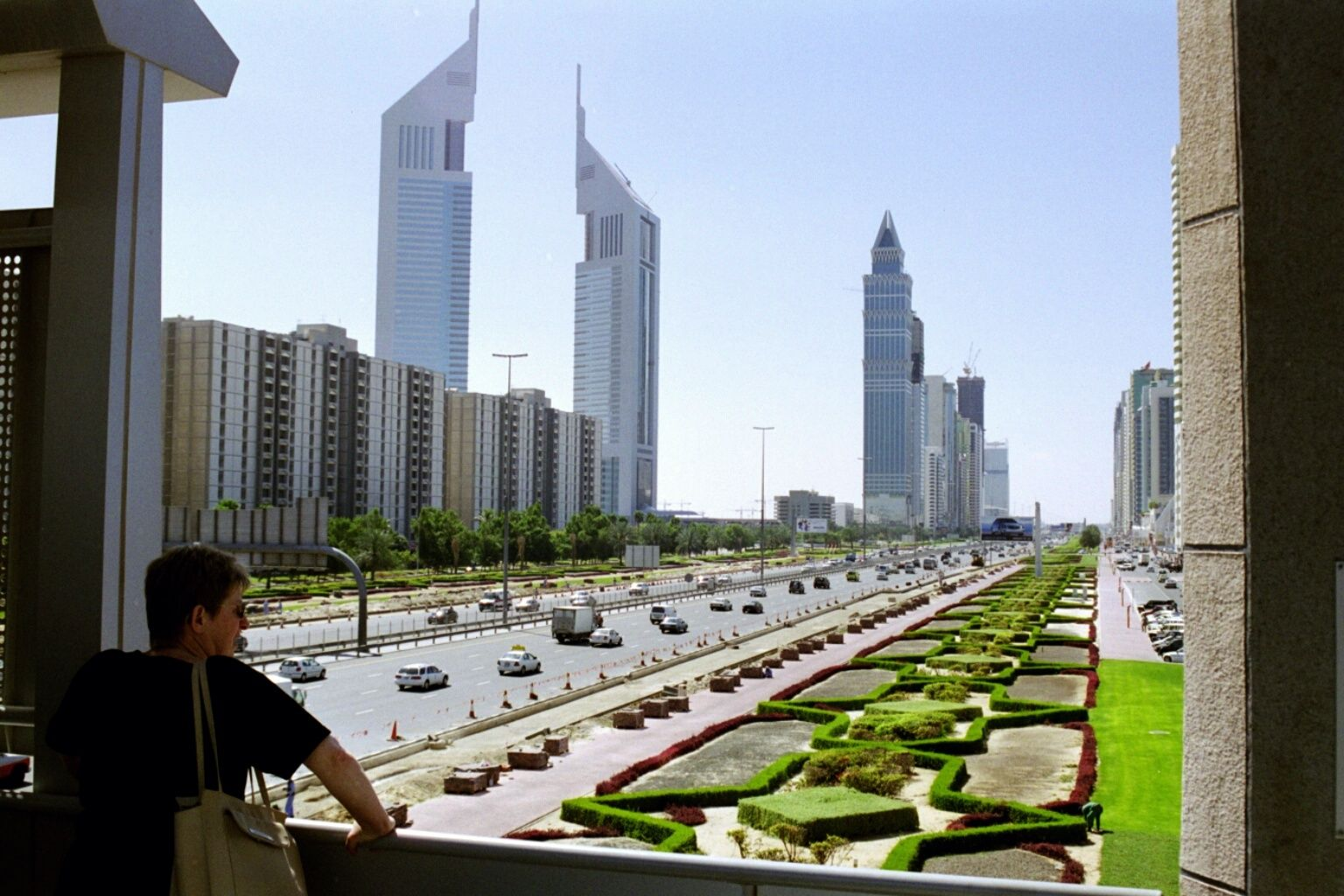
Vista de las Emirates Towers y la Sheikh Zayed Road

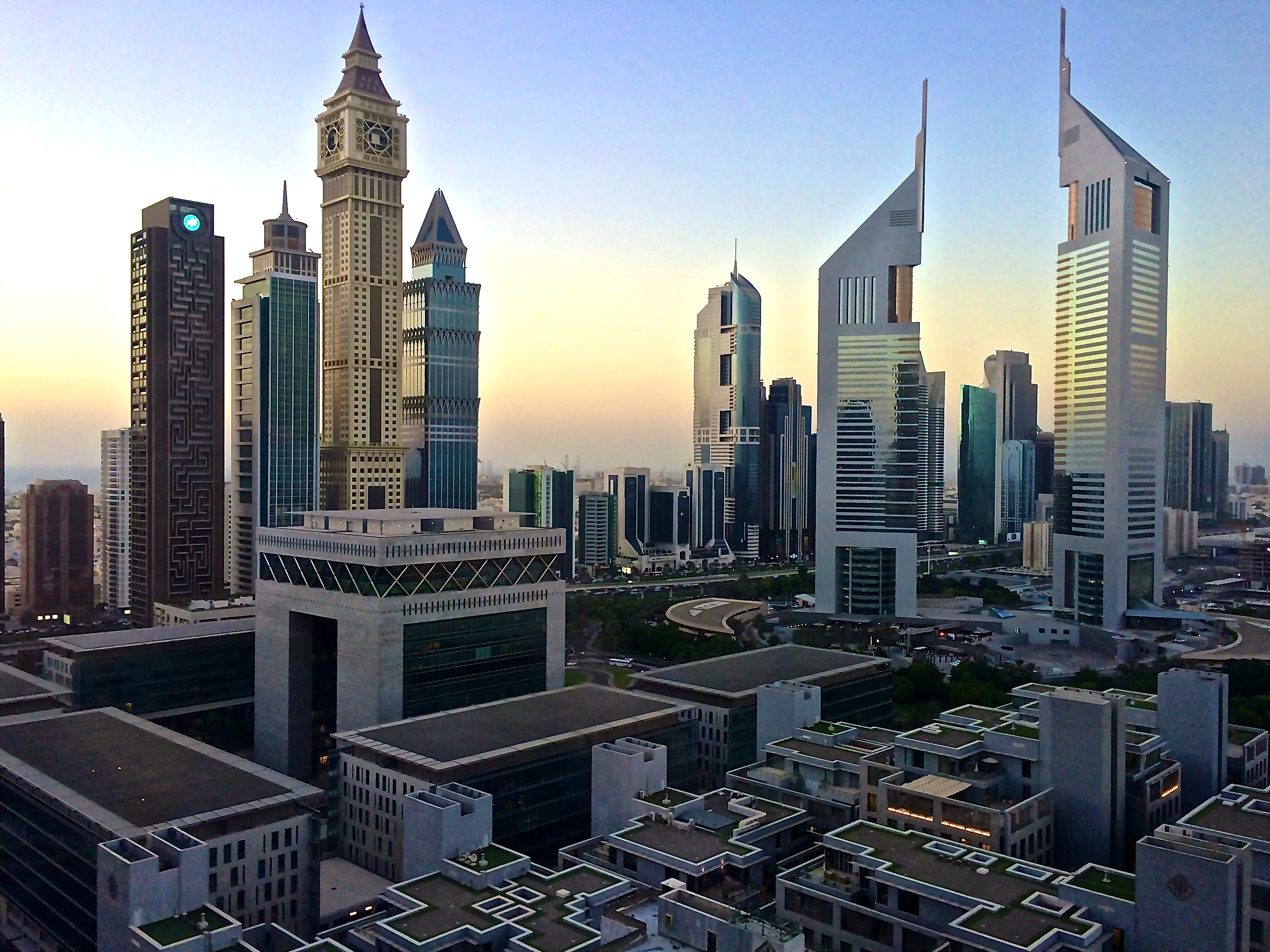
Vista de las Emirates Towers a la derecha de la imagen.